# Mattia Zanotti
Pour les articles homonymes, voir Zanotti.
Mattia Zanotti, né le 11 janvier 2003 à Brescia, est un footballeur italien qui joue au poste d'arrière droit au FC Lugano.

## Biographie

### Carrière en club
Né à Brescia en Italie, Mattia Zanotti est formé par le club de sa ville, avant de rejoindre l'Inter Milan en 2017,,, où il commence sa carrière professionnelle en championnat d'Italie. Il joue son premier match avec l'équipe première du club le 12 décembre 2021, lors d'une victoire 4-0 contre Cagliari en Serie A,,.

### Carrière en sélection
Mattia Zanotti a fréquenté toutes les équipes de jeunes italiennes des moins de 15 ans aux moins de 19 ans.
Il est ensuite convoqué avec l'équipe d'Italie pour participer à la Coupe du monde des moins de 20 ans qui a lieu en mai et juin 2023. Après avoir éliminé l'Angleterre,, championne d'Europe en titre, puis la Colombie, l'Italie s'impose face à la Corée du Sud en demi-finale (2-1), pour atteindre l'ultime niveau de la compétition,.

## Palmarès
Italie -20 ans
- Coupe du monde
  - Finaliste en 2023